# IC 1321
IC 1321 ist eine Spiralgalaxie mit ausgedehnten Sternentstehungsgebieten vom Hubble-Typ Sbc im Sternbild Steinbock auf der Ekliptik. Sie ist schätzungsweise 302 Millionen Lichtjahre von der Milchstraße entfernt und hat einen Durchmesser von etwa 100.000 Lj.
Im selben Himmelsareal befinden sich u. a. die Galaxien NGC 6912 und IC 1319.
Die Typ-II-Supernova SN 2003gg wurde hier beobachtet.
Das Objekt wurde am 17. August 1892 von Stéphane Javelle entdeckt.